# Partito della Rifondazione Comunista
Partito della Rifondazione Comunista (PRC) er et italiensk eurokommunistisk politisk parti. Dets leder er Paolo Ferrero. Partiet har en vælgertilslutning på omkring 6 procent og står stærkest i Bologna og Toscana. På internationalt plan er partiet medlem af Europæisk Venstreparti og European Anticapitalist Left. I Europa-Parlamentet sidder partiet i gruppen Forenede Europæiske Venstrefløj/Nordisk Grønne Venstre.
Partiet blev grundlagt i 1991 og udspringer af det tidligere kommunistiske parti Partito Comunista Italiano. Højrefløjen i partiet dannede dengang det socialdemokratiske parti Democratici di Sinistra. Da PRC i 1998 afviste at fortsætte som støtteparti for den daværende centrum-venstre-regering grundet en efter partiets opfattelse nyliberal politik, dannede de, som var uenige i afgørelsen partiet Partito dei Comunisti Italiani. 
I 2004 støttede partiet imidlertid en ny centrum-venstre-regering for at få fjernet Silvio Berlusconis højreregering, der havde haft magten siden 2001. PRC har politisk taget store opgør med stalinismen og den leninistiske idé om partiet som fortrop, der skal tage magten og ændre samfundet på vegne af proletariatet. Partiet opfatter sig i stedet som en del af en bred og mangfoldig bevægelse mod nyliberalisme og krig. I samarbejde med globaliseringskritiske organisationer og fagbevægelsen har PRC mobiliseret til store demonstrationer de senere år.